# 李繼元
李繼元（?—?），山東省濟寧直隸州人，清朝政治人物、同進士出身。
光緒二十年（1894年），参加光緒甲午科殿試，登進士三甲46名。同年五月，以主事分部学习。